# Эскадрилья связи 1-го авиационного командования
Эскадрилья связи 1-го авиационного командования (сербохорв. Eskadrila za vezu 1. vazduhoplovne komande / Ескадрила за везу 1. ваздухопловне команде) — эскадрилья Военно-воздушных сил СФРЮ. Образована в 1952 году на аэродроме Панчево как Эскадрилья связи 1-й военной области (сербохорв. Eskadrila za vezu 1. vojne oblasti / Ескадрила за везу 1. војне области).
Эскадрилья образована 1 февраля 1952 года, согласно приказу от 17 декабря 1951 года. Подчинялась 1-му военному округу. Была оснащена различными учебными самолётами и самолётами связи. Преобразована в эскадрилью связи 1-го авиационного командования (сербохорв. Eskadrila za vezu 1. vojne oblasti / Ескадрила за везу 1. војне области) в 1959 году. Упразднена, предположительно, около 1961 года.

## В составе
- 1-й военный округ (1952—1959)
- 1-е авиационное командование[англ.] (1959—1961)

## Самолёты
- По-2 (1952—1959)
- Avro Anson Mk XI (1952—1959)
- Капрони Булгарски КБ-11 Фазан[англ.] (1952—1959)
- Икарус Курир[англ.] (1959—1961 ?)